# Czarnorucz
Czarnorucz – dawniej majątek. Obecnie część Olkowicz na Białorusi, w obwodzie mińskim, w rejonie wilejskim, w sielsowiecie Ilia.

## Historia
W czasach zaborów dobra w powiecie wilejskim, w guberni wileńskiej Imperium Rosyjskiego. W 1866 roku własność Kowerskich.
W latach 1921–1945 folwark a następnie majątek leżał w Polsce, w województwie wileńskim, w powiecie wilejskim, w gminie Olkowicze, od 1926 roku w gminie Ilia.
Według Powszechnego Spisu Ludności z 1921 roku zamieszkiwało tu 47 osób, 46 było wyznania rzymskokatolickiego a 1 prawosławnego. Jednocześnie 46 mieszkańców zadeklarowało polską a 1 białoruską przynależność narodową. Było tu 7 budynków mieszkalnych. W 1931 w 3 domach zamieszkiwało 30 osób.
Wierni należeli do parafii rzymskokatolickiej w Olkowiczach i prawosławnej w Ilji. Miejscowość podlegała pod Sąd Grodzki w Ilii i Okręgowy w Wilnie; właściwy urząd pocztowy mieścił się w Ilii.
W wyniku napaści ZSRR na Polskę we wrześniu 1939 miejscowość znalazła się pod okupacją sowiecką. 2 listopada została włączona do Białoruskiej SRR. Od czerwca 1941 roku pod okupacją niemiecką. W 1944 miejscowość została ponownie zajęta przez wojska sowieckie i włączona do Białoruskiej SRR.
Od 1991 w składzie niepodległej Białorusi.